# Château de La Haye-du-Puits
Le château de La Haye-du-Puits est un ancien château fort, des XIe et XIIe siècles, érigé sur motte, dont les ruines se dressent sur le territoire de l'ancienne commune française de La Haye-du-Puits, dans le département de la Manche, en région Normandie. Le château fut le siège d'une importante baronnie normande.
Les ruines de l'ancien château sont classées au titre des monuments historiques.

## Localisation
Les vestiges du château sont situés à l'entrée nord du bourg de La Haye-du-Puits, sur la droite au bord de la route allant vers Saint-Sauveur-le-Vicomte, au sein de la commune nouvelle de La Haye, dans le département français de la Manche.

## Historique
Dans la première moitié du XIe siècle il est fait mention du bourg fortifié et du château de La Haye-du-Puits. Ce dernier aurait, selon l'érudition normande, été fondé par Richard Turstin Haldup, baron de La Haye-du-Puits et du Plessis, et également probable fondateur en 1056, avec sa femme Anne ou Emma, et son fils Odon ou Eudes au Capel († 1098), de l'abbaye de Lessay près de Coutances. Toutefois rien ne permet de confirmer cette tradition. Le château est attesté dans les textes en 1082, date à laquelle le comte Robert de Mortain, frère utérin de Guillaume le Conquérant, effectua une donation portant sur les revenus du tonlieu, sur le « moulin placé devant la porte » et sur la laine des bergeries du château de La Haye-du-Puits. La prise de contrôle du fief par les héritiers de Turstin Haldup n'est pleinement avérée qu'au milieu du XIIe siècle, lorsque Richard de La Haye est en mesure de concéder à son tour des droits sur l'église, le tonlieu et la foire de la Haye-du-Puits. 
Robert de La Haye dit Senior († v. 1154/1155), fils de Raoul, et neveu d'Odon mort sans postérité, hérite de la seigneurie. Robert, qui sera sénéchal d'Henri Ier d'Angleterre, et son épouse Muriel de Colswein de Lincoln, eurent deux fils : Raoul, seigneur de Montchaton, dont descendance et Richard, baron de La Haye. Ils furent tous eux à la défense de Cherbourg contre Geoffroy Plantagenêt.
Richard de La Haye († 1169), fils de Robert et de Muriel, sera connétable de Normandie, sénéchal du roi d'Angleterre Henri II d'Angleterre. Il épouse, en 1140, Mathilde de Reviers-Vernon, dame de Varenguebec, et fondent en 1154 l'abbaye de Blanchelande. Ils eurent trois filles, dont l'aînée, Gillette de La Haye, épousera Richard II du Hommet, faisant passer la baronnie de La Haye dans la famille du Hommet, qui passera ensuite, avec celles de Varenguebec et de La Luthumière (Brix) et la connétablie de Normandie dans celle de Mortemer,. Les Mortemer conserveront la baronnie de La Haye-du-Puits jusqu'en 1356. Jean II de Mortemer, fait prisonnier à la bataille de Poitiers en 1356, fut contraint de vendre la baronnie pour payer sa rançon. C'est son neveu, Mathieu Campion, fils de sa sœur, qui lui acheta La Haye-du-Puits. La sœur de Mathieu, Jeanne Campion héritière de la baronnie la transmit à son époux Henri de Colombière,. Par quittance du 17 septembre 1375, Henri de Colombières reçu du roi Charles V une somme de 200 francs or « pour lui aidier à faire redrecier et reparer son chastel de la Haie du Puis ». Le 11 juin 1399 le chevalier Roger de Bricqueville rend aveu de sa baronnie « où il y a chastel, chastellenie où il est dû service de gens d'armes pour la garde de la porte d'iceluy ». Dans la seconde phase de la guerre de Cent Ans, Henri de Colombières, fidèle au roi de France, se vit dépouiller de son domaine que le roi d'Angleterre donna en fief d'abord au duc de Bedfort puis au duc de Gloucester. Par ordonnance du 25 mars 1435 la forteresse qui n'est plus en état d'offrir « aucune résistance contre les ennemis et adversaires du Roy », est à nouveau réparée « tant de machonneries, carpenterie, couvertures de pierre que aultres choses appartenantes a ladicte reparaction et emparement ». Un « Journal de la recette de la Haie du Puits » pour l'année 1454, mentionne le devoir qui était imposé à certains tenanciers de « nettoier les chambres et la salle du château à Noël, Paque, Saint-Jean et Saint-Michel ».
En 1491, François de Colombières, après avoir affermée la seigneurie, il la vend à Guillaume de Cerisay, pour son fils Christophe de Cerisay, futur bailli de Cotentin. En 1511, Jean de Magneville acheta à Christophe de Cerisay, époux de Françoise de Magneville, la baronnie. C'est à son fils et héritier, Arthur de Magneville († 1556 en son château, et inhumé dans l'église du lieu), qu'il convient d'attribuer la phase Renaissance de réaménagement de la basse-cour au début du XVIe siècle, et telle qu'elle subsiste partiellement aujourd'hui.
Le château est ensuite entre les mains de Pierre de Sortosville (1648), passe à Louis du Fay, magistrat au Parlement de Rouen, qui en aurait obtenu l'érection en marquisat, puis à Pierre de Motteville, dont les descendants le conserveront jusqu'en 1759. À cette date, le marquis de Thieuville (Hervé-Charles-François de Thieuville) en fait l'acquisition. Au moment de la Révolution c'est le marquis Caillebot de la Salle (Marie-Louis Caillebot de la Salle) qui en est le propriétaire depuis 1775. Le château fut largement démoli et arasé au début des années 1830.

## Description
Le château, des XIe et XIIe siècles était bâti sur une motte féodale en tronc de cône, aujourd'hui très endommagée, d'une hauteur variant entre 6 et 7 mètres, aménagée en petites terrasses, et dont la base est flanquée d'un imposant monument aux morts. Il n'en subsiste que des vestiges, la plupart des murailles se sont écroulées dès 1850, et les restes du château ont également subi des destructions pendant la bataille de La Haye-du-Puits en 1944. Les élévations antérieures nous sont connus uniquement par les dessins réalisés vers 1820 pour Charles de Gerville et par une lithographie de Godefroy Engelmann, parue dans l'atlas des Mémoires de la Société des Antiquaires de Normandie, en 1825.
Seul la tour-porte quadrangulaire, haute de trois étages, est encore visible de nos jours. Elle fut remaniée aux XVe et XVIe siècles avec le percement des baies et son couronnement de mâchicoulis reposant sur d'imposant corbeaux. C'est une tour massive carrée d’environ 5 mètres de côté pour une hauteur totale de plus de 20 mètres à partir de la route. Outre une tourelle octogonale d'époque Renaissance, des arrachements de courtines présents sur les deux flancs de l'imposante tour-porte laisse suggérer une haute chemise aujourd'hui disparue, de plan grossièrement circulaire qui englobait toute la superficie sommitale de la motte. Selon Christian Corvisier, nous serions donc en présence d'une motte fortifiée du type shell-Keep de l'époque ducale, type peu courant dans la région,, . Seule la comparaison avec d'autres Shell-Keeps normands mieux documentés tels que ceux d'Argentan et de Vatteville-la-Rue, permet d'en rattacher la construction à l'époque ducale. Les deux autres donjons annulaires en Cotentin, Carentan et Néhou, qui ont malheureusement disparu comprenaient comme attribut commun une haute tour-porte, contrôlant l'accès à des bâtiments résidentiels regroupés à l'intérieur de l'enceinte.
La tour est percée d'un passage piétonnier, large porte en arc brisé, précédée d'une herse dont on voit encore le système de relevage, et conserve tous les accessoires de réception d'un pont-levis, et qui donnait accès à l'intérieur de l'enceinte. Deux des quatre étages supérieurs, desservis par un escalier à vis, qui compte 72 marches, étaient dotés de cheminées et communiquaient avec les bâtiments adjacents, adossés à l'intérieur du rempart. Selon Charles de Gerville, ces bâtiments étaient encore, dans la seconde moitié du XVIIIe siècle, toujours habités noblement et comportaient « une immense salle qui occupait presque entièrement le rez-de-chaussée ». La tour-porte telle qu'elle se présente à nous semble dater de la première moitié du XVe siècle, résultant des travaux de reconstruction ordonnés par l'occupant anglais. Au siècle suivant, elle bénéficia d'autres aménagements (percements de baies, insertion de nouvelles cheminées…). La salle du rez-de-chaussée a conservée en partie son plafond voûté.
Il reste par contre en face de la rue un « second château », ancien manoir, qui fut construit par Arthur de Magneville au début du XVIe siècle et remanié au XVIe – XVIIe siècle. L'ensemble fut construit de l'autre côté des douves et donne par sa composition une impression de « basse-cour ». L'édifice comporte plusieurs tours et une cave avec des voûtes. Une porte Renaissance ouvragée permet d'accéder à la tourelle flanquant l'un des bâtiments.

## Honneur de La Haye
Au XIIe siècle, l'honneur de la famille de La Haye comprend vingt-six fiefs que se partagent les deux chefs-lieux d'honneur, celui de La Haye et celui du Plessis. Neuf seigneurs se partagent les vingt-six paroisses de l'honneur, les fiefs de chacun d'entre eux sont souvent groupés.
De Plessis jusqu'à la côte ouest, l'honneur, comprend les paroisses de Gorges, Laulne, Vesly, Angoville-sur-Ay, Mobecq, Montgardon, Glatigny, Surville et Bretteville-sur-Ay. Au nord les paroisses de Sainte-Suzanne, Varenguebec, Doville, Cretteville, Coigny, Appeville et Blosville, puis dispersés, plus au nord, sur la côte ouest du Cotentin, Portbail, Fierville-les-Mines, Les Moitiers-d'Allonne, et encore plus au nord, près de la côte est : Ravenoville et Anneville-en-Saire, et enfin à la lisière et dans la forêt de Brix qui occupe tout le centre nord : Le Mesnil-au-Val, Saussemesnil, Tamerville, Martinvast et Sideville. Outre les deux mottes de La Haye-du-Puits et du Plessis, on dénombrait six mottes sur l'ensemble des fiefs, dont une est encore visible.

## Possesseurs
- Richard Turstin Haldup (XIe siècle)
- Odon ou Eudes au Capel, fils du précédent
- Robert de La Haye dit Senior, neveu du précédent
- Richard de La Haye († 1169), fils du précédent
- Gillette de La Haye, fille du précédent
- Famille du Hommet (par mariage)
  - Richard II du Hommet (v. 1200), époux de la précédente
  - Guillaume III du Hommet (1200)
  - Jean Ier du Hommet († 1253)
- Famille de Mortemer
  - Robert Ier de Mortemer (1271-1277)
  - Robert II de Mortemer (1277)
  - Guillaume de Mortemer
  - Guillaume de Mortemer
  - Robert III de Mortemer
  - Jean II de Mortemer (vend en 1356)
- Mathieu Campion (1356), neveu du précédent
- Jeanne Campion, sœur du précédent
- Henri de Colombières (1375), époux de la précédente
- Intermède anglais
  - duc de Bedfort
  - duc de Gloucester
- François de Colombières (vend en 1491)
- Christophe de Cerisay (1491-1511)
- Famille de Magneville (achat en 1511)
  - Jean de Magneville
  - Arthur de Magneville, fils du précédent
- Pierre de Sortosville (1648)
- Louis du Fay
- Pierre de Motteville
- Hervé-Charles-François de Thieuville (achat en 1759)
- marquis Caillebot de la Salle (1775-Révolution)

## Protection
Les ruines de l'ancien château sont classées au titre des monuments historiques par liste de 1840.

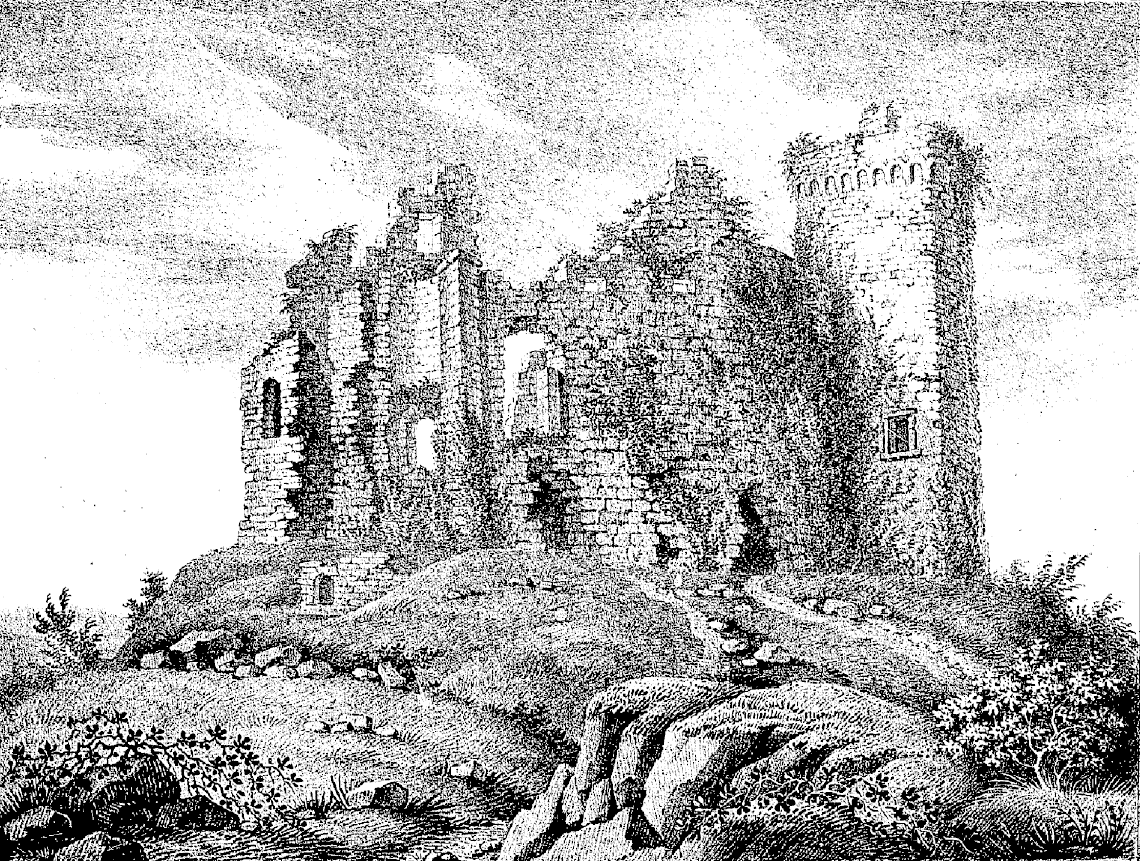
Lithographie du château tel qu'il apparait au début du XVIIIe siècle, Godefroy Engelmann.
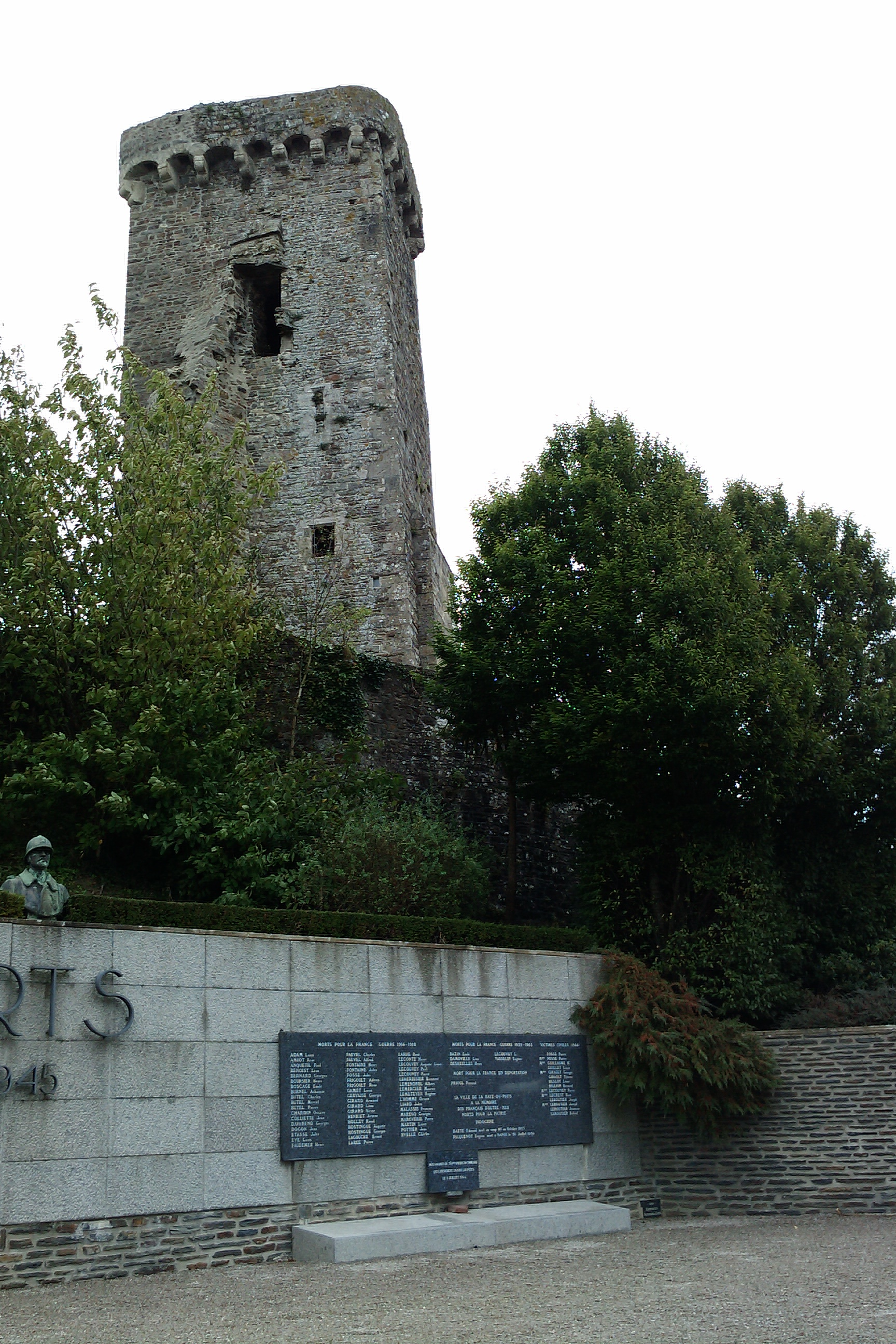
Le donjon.
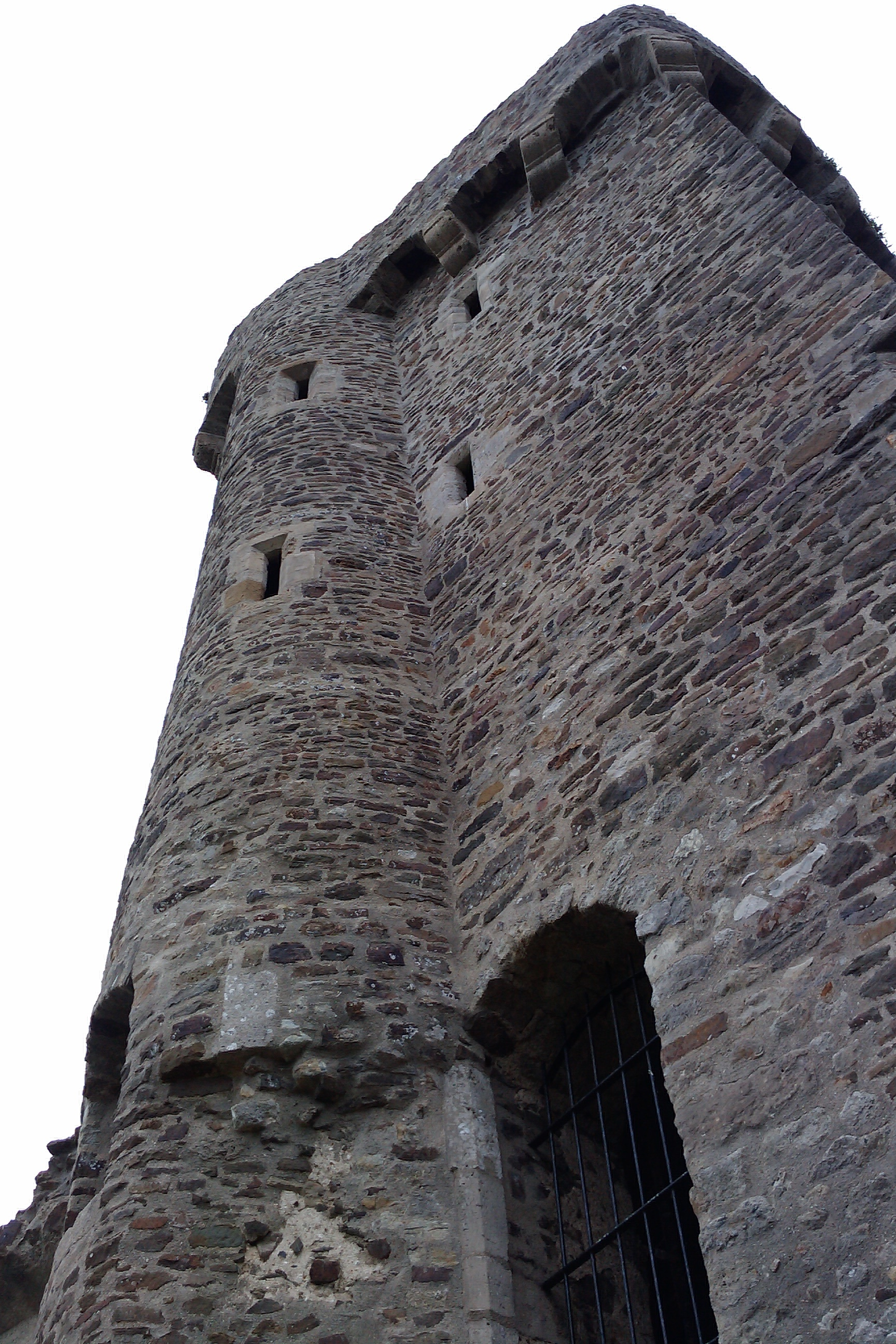
Vue sur les mâchicoulis.
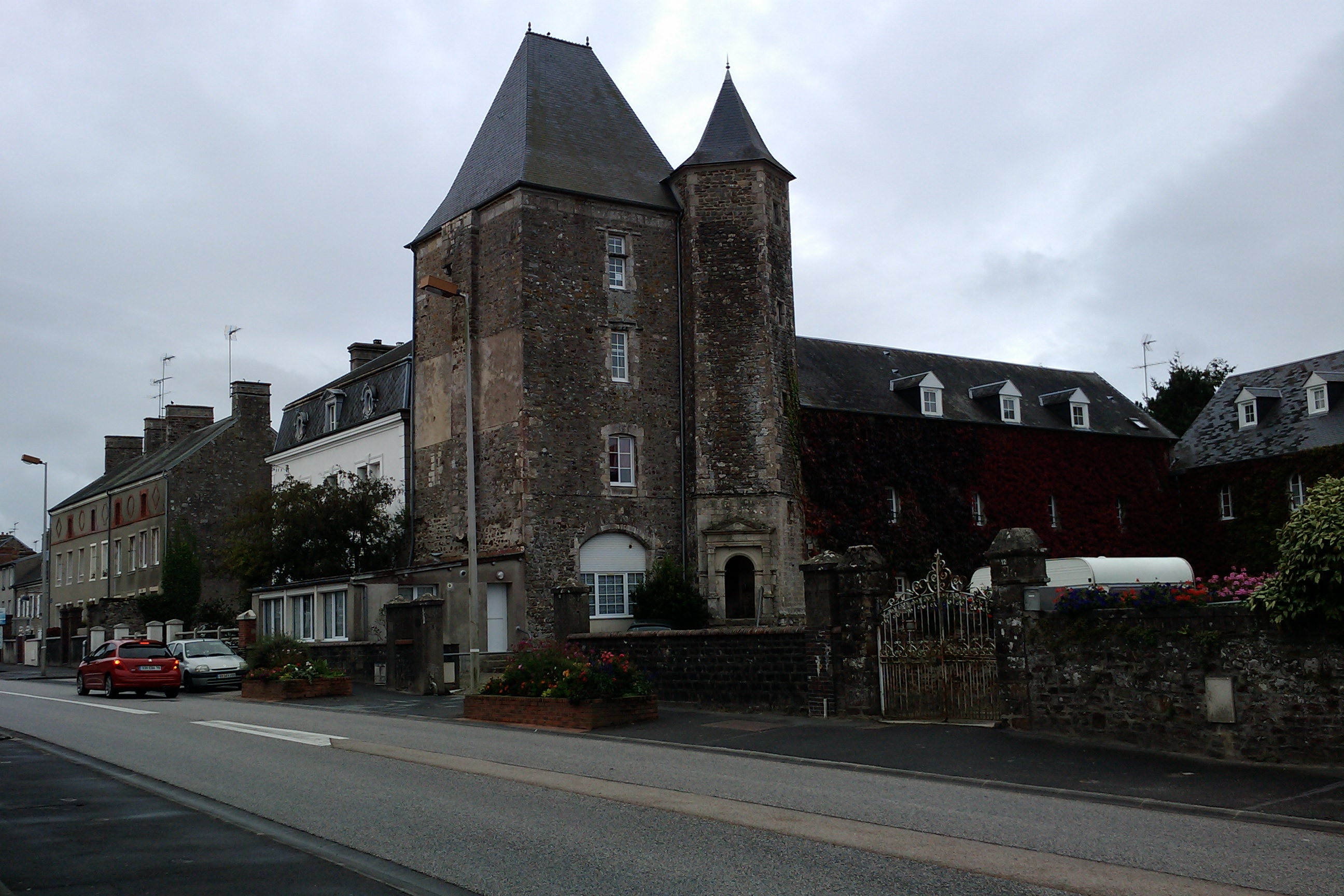
Le second château et sa tour carrée.